# سیارک ۲۵۲۴
سیارک ۲۵۲۴ (به انگلیسی: 2524 Budovicium، نامگذاری:1981QB1) دو هزار و پانصد و بیست و چهارمین سیارک کشف شده‌است که در ۲۸ اوت ۱۹۸۱ کشف شد.
قدر مطلق سیارک برابر ۱۰٫۹۰ است.